# Tap harmonic
I tap harmonic sono armonici artificiali che si ottengono lasciando risuonare una qualsiasi nota eseguita su una qualsiasi corda dello strumento, successivamente con un dito (solitamente l'indice della mano che regge il plettro) si sfiora la corda in corrispondenza della barretta del tasto (fret) dodici tasti più avanti. ad esempio eseguendo la nota Si ( secondo tasto della quinta corda) e lasciandola risuonare, sfiorando la stessa corda dodici tasti avanti (quindi al quattordicesimo tasto) in corrispondenza della barretta si otterrà l'armonico.